# Identita, tradice, suverenita
Identita, tradice, suverenita (ITS) (anglicky Identity, Tradition and Sovereignty) byla politická skupina (frakce) v Evropském parlamentu sdružující radikálně pravicové a nacionalisticky orientované politické strany. Utvoření frakce bylo oznámeno dne 15. ledna 2007. Sama frakce se definovala spíše jako technická než jako politická. Některé jiné skupiny v rámci Evropského parlamentu oznámily, že nebudou s ITS spolupracovat. V čele skupiny stál Bruno Gollnisch.

## Členové
| Stát           | Politická strana                                                                | Počet | Poslanci |
| -------------- | ------------------------------------------------------------------------------- | ----- | --- |
| Francie        | Front national (Národní fronta)                                                 | 7     | Bruno Gollnisch, Carl Lang, Jean-Marie Le Pen, Marine Le Penová, Fernand Le Rachinel, Jean-Claude Martinez, Lydia Schenardiová |
| Rumunsko       | Partidul România Mare (Velká rumunská strana)                                   | 5     | Daniela Buruianăová, Eugen Mihăescu, Viorica Moisucová, Petre Popeangă, Cristian Stănescu                                      |
| Belgie         | Vlaams Belang (Vlámský zájem)                                                   | 3     | Philip Claeys, Koenraad Dillen, Frank Vanhecke                                                                                 |
| Itálie         | Alternativa Sociale (Sociální alternativa) Fiamma Tricolore (Tříbarevný plamen) | 2     | Alessandra Mussoliniová (AS), Luca Romagnoli (FT)                                                                              |
| Rakousko       | Freiheitliche Partei Österreichs (Svobodná strana Rakouska)                     | 1     | Andreas Mölzer |
| Bulharsko      | Nacionalen Sǎjuz Ataka (Národní unie útok)                                      | 3     | Dimitar Stojanov, Desislav Čukolov, Slavčo Biněv                                                                               |
| Velká Británie | nezávislý poslanec, zvolen za UKIP                                              | 1     | Ashley Mote |